# Liste de fromages irlandais

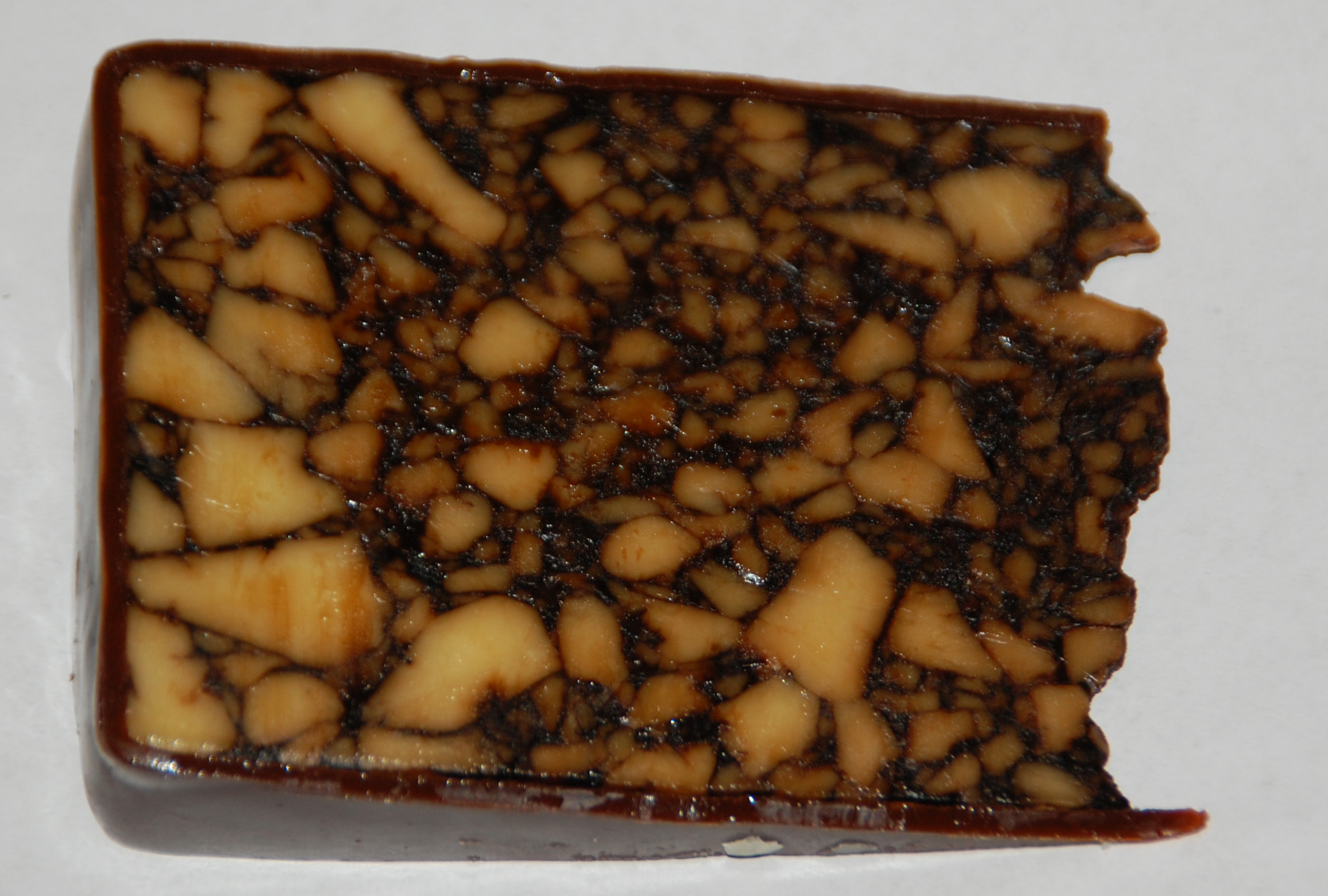
Tranche de Cahill’s Irish Porter Cheddar.

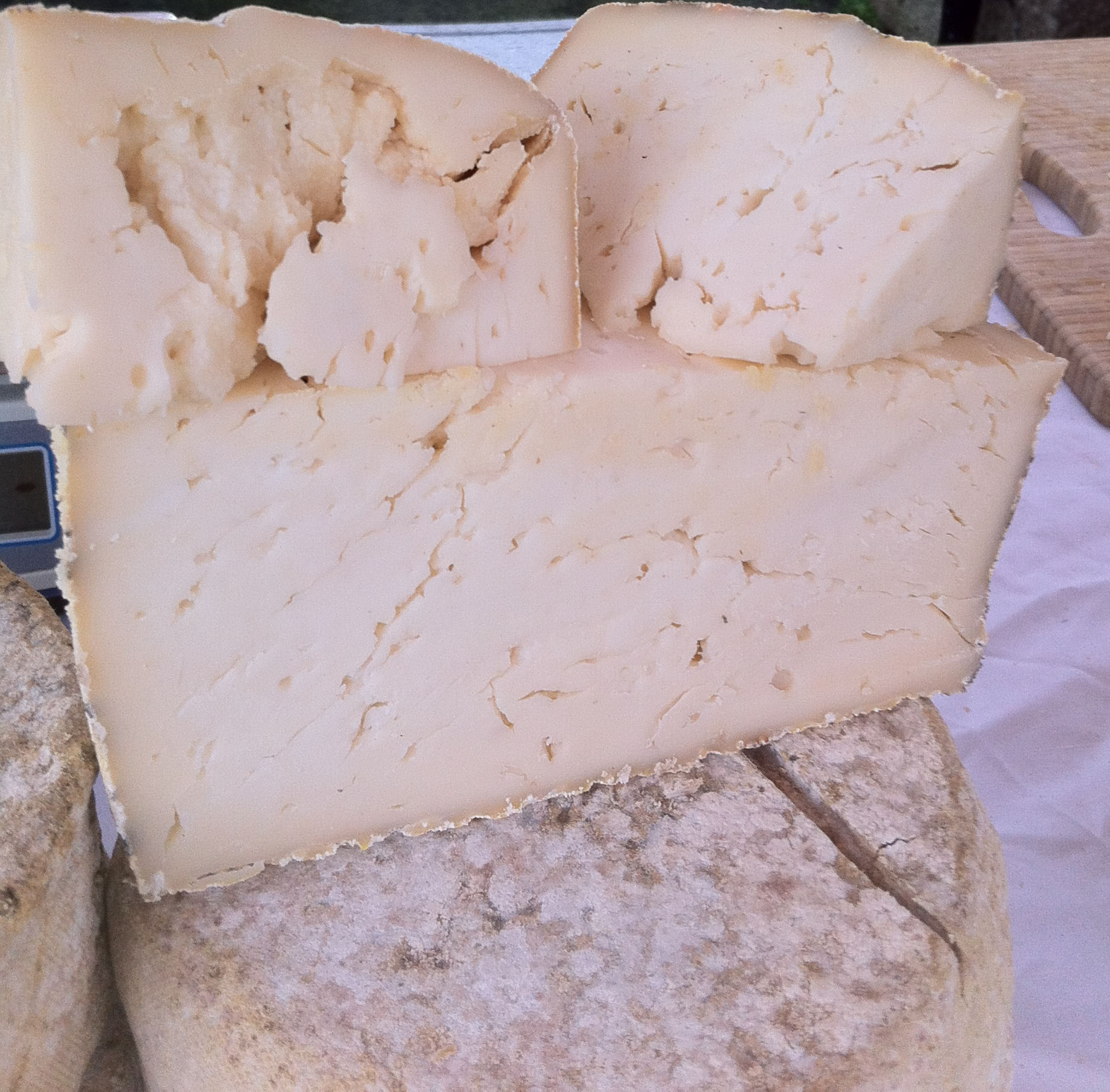
Morceaux de Gubbeen.

L'Irlande possède une véritable tradition fromagère.
Depuis le peuplement celte de l'île, les produits laitiers sont à la base de l'alimentation des habitants de l'île.
Aujourd'hui les fromages peuvent se classer en deux familles : 
- Ceux issus de l'industrie laitière, qui sur le modèle britannique, se distribuent en grande distribution et ont une réputation peu reluisante comme le cheddar industriel.
- Ceux issus de fermes, peu connus et dont la distribution est avant tout locale (à quelques exceptions notoires (Cashel Blue ou Durrus).

C'est la civilisation celte d'Irlande, qui, la première, a sélectionné des vaches sur la capacité laitière, à une époque où au Moyen-Orient ou en Europe méridionale, le bétail servait surtout pour sa force de travail, sa viande ou son cuir. 

## Liste de fromages irlandais
- Ardrahan
- Cashel Blue
- Cheddar de Coleraine
- Coolea
- Cooleeney
- Corleggy
- Crozier Blue
- Dubliner
- Durrus
- Gubbeen
- Gortnamona
- Imokilly Regato, AOP
- Porter Cheese
- Wicklow Blue

## Sources